# Dearborn
Dearborn ist eine Stadt im Wayne County in Michigan mit 109.976 Einwohnern (Volkszählung 2020). Sie liegt im Norden der Vereinigten Staaten nahe den Großen Seen unmittelbar südwestlich von Detroit. Die Stadt stellt eine principal city der Metro Detroit dar. Die Gegend von Dearborn wurde erstmals 1786 von Europäern besiedelt. Das Dorf Dearborn entstand 1836, benannt nach Henry Dearborn, Kriegsminister unter Präsident Thomas Jefferson.

## Beschreibung
Die Stadt ist die Heimatstadt von Henry Ford und Sitz des Welthauptquartiers der Ford Motor Company. Die Entwicklung und Prägung der Stadt ist weitgehend auf Ford zurückzuführen.
In Dearborn befindet sich der zweitgrößte der drei Campi der University of Michigan sowie das Henry Ford Community College. Dearborn hat mit über 29.000 arabischstämmigen Amerikanern (laut dem Zensus von 2010 entspricht dies 41,7 % der Gesamtbevölkerung der Stadt) die zweitgrößte arabische Gemeinde innerhalb der Vereinigten Staaten (New York City hat fast 70.000). Araber siedelten sich zuerst hier an, um in der Automobilindustrie zu arbeiten. Im Januar 2005 eröffnete ein neues arabisch-amerikanisches Nationalmuseum, resultierend aus dem starken Bevölkerungsanteil. Die rechtspopulistische Journalistin Debbie Schlussel nennt Dearborn wegen des hohen Anteils arabischstämmiger Amerikaner abschätzig Dearbornistan.
Dearborn ist Sitz des Ford Rouge-Werkes, errichtet von Henry Ford, um die Komponenten für das Ford Modell T zu produzieren. Zu Spitzenzeiten beschäftigte das Werk 100.000 Mitarbeiter und produzierte komplette Fahrzeuge. In den 1990er Jahren wurde eine neue Fertigungshalle gebaut, in ihr wird heute der Ford F-150 hergestellt.
International bekannt wurde Henry Fords örtliche Zeitung, The Dearborn Independent, die eine antisemitische Aufsatzserie abdruckte, die später von ihm als das Buch The International Jew herausgegeben wurde und für weltweites Aufsehen und Empörung sorgte (deutsch Der internationale Jude, publiziert in Deutschland von Theodor Fritsch in Leipzig).

## Geschichte
Die Stadt wurde 1893 als Siedlung gegründet und erhielt 1927 den Status als Stadt. Später schloss man sich mit dem nahegelegenen Fordson zusammen, um nicht von Detroit eingemeindet zu werden.
Orville L. Hubbard war von 1942 bis 1978 Bürgermeister der Stadt. Er war eine der prägendsten Figuren Dearborns und ein fanatischer Anhänger der Rassentrennung. Er verhinderte den Zuzug Schwarzer mit legalen und illegalen Methoden.

## Geographie
Die Stadt hat eine Fläche von 63,3 km². 63,1 km² davon sind Land, 0,2 km² sind Wasser. Der Rouge River fließt durch die Stadt. Der Wasserlauf wurde künstlich auf Initiative Fords beeinflusst und durch ein Wehr wird Wasser zum Betrieb eines Elektrizitätskraftwerks gespeist. Drei der vier Flussarme (Middle-, Lower- und Rouge River), fließen in Dearborn zusammen. Über die Michigan Avenue (U.S. Highway 12 und Interstate 94) ist Dearborn mit Detroit verbunden. Ebenfalls in West-Ost-Richtung führt Michigan State Route 153 (Ford Road) durch Dearborn. Am westlichen Rand führt U.S. Highway 24 von Norden nach Süden durch die Stadt, parallel dazu verläuft durch den mittleren Teil Michigan State Route 39, die im Süden bei Allen Park an der Interstate 94 endet.

## Museen

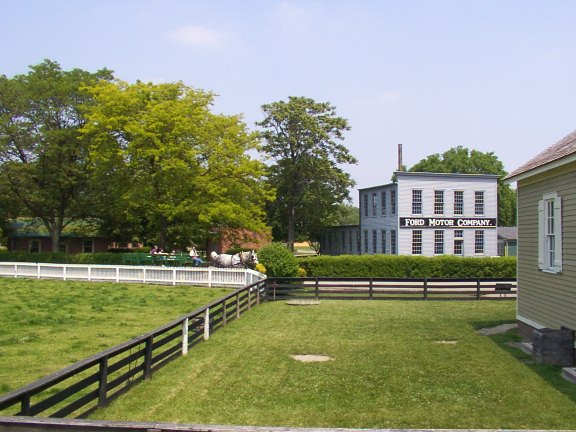
Eine Rekonstruktion der ersten Fabrik von Henry Ford

Das Greenfield Village in Dearborn ist ein Freilichtmuseum, das auf Initiative von Henry Ford entstand. Geschichtsträchtige Gebäude wurden hier im Original wieder aufgebaut – zu sehen sind z. B. die Fahrradwerkstatt der Gebrüder Wright und die Laboratorien von Thomas Alva Edison.
Das Henry Ford Museum bietet die Möglichkeit, sich Autos, Flugzeuge und Eisenbahnen anzusehen. Auch der Bus, in dem Rosa Parks sich weigerte, einem weißen Fahrgast ihren Sitzplatz anzubieten, ist ausgestellt. Zudem kann man die Ford Rouge Fabrik besichtigen und zusehen, wie Autos in einer der modernsten Fließbandfabriken Amerikas entstehen.

## Söhne und Töchter der Stadt
- Eugene C. Keyes (1900–1963), Politiker, Vizegouverneur von Michigan
- John J. Lloyd (1922–2014), Filmarchitekt
- Vesta M. Roy (1925–2002), Politikerin, Gouverneurin von New Hampshire
- Jamie Coe (1935–2007), Rock-’n’-Roll-Sänger
- Michael Villella (1940–2024), Schauspieler
- Gerald Wiegert (1944–2021), Unternehmer, Erfinder und Automobil-Designer
- Dave Florek (* 1953), Schauspieler
- Hans G. Klemm (* 1958), Diplomat
- Christopher S. Kibit (* 1960), Koch und Hochschullehrer
- Joseph M. Martin (* 1962), General der United States Army
- Jon-Erik Kellso (* 1964), Jazz-Trompeter und Kornettist
- Wayne Presley (* 1965), Eishockeyspieler
- Frankie Andreu (* 1966), Radrennfahrer
- Al Iafrate (* 1966), Eishockeyspieler
- Jim Cummins (* 1970), Eishockeyspieler und -scout
- Chris Tamer (* 1970), Eishockeyspieler und -trainer
- Donald Calloway (* 1972), Autor und römisch-katholischer Priester
- Brandi Love (* 1973), Pornodarstellerin
- Brian Rafalski (* 1973), Eishockeyspieler
- David Burtka (* 1975), Schauspieler
- Brian Calley (* 1977), Politiker, Vizegouverneur von Michigan
- Robert Saleh (* 1979), American Football Head Coach
- Johnny Pacar (* 1981), Schauspieler und Musiker
- Jessica Smith (* 1983), Shorttrackerin und Inline-Speedskaterin
- John Vigilante (1985–2018), Eishockeyspieler
- Britta Büthe (* 1988), deutsche Beachvolleyballspielerin
- Jeremy Smith (* 1989), US-amerikanisch-chinesischer Eishockeytorwart
- Lawrence Warbasse (* 1990), Radrennfahrer
- Garrett Clayton (* 1991), Schauspieler, Tänzer und Sänger
- Soony Saad (* 1992), libanesischer Fußballspieler
- Myles Amine (* 1996), US-amerikanisch-san-marinesischer Ringer
- Andrew Bazzi (* 1997), Singer-Songwriter

## Trivia
In einem Song von Rodriguez, einem Musiker aus dem benachbarten Detroit kommt die Zeile „met a girl from Dearborn“ vor. Nach dem Film Searching for Sugar Man, der 2012 einen Oscar als Dokumentarfilm sowie weitere Preise  gewann, war diese Ortsnennung ein wesentlicher Teil des Erfolgs bei der Suche nach Rodriguez, dessen zwei Platten in den 1970er Jahren in Südafrika und wenigen anderen Ländern erfolgreich verkauft wurden, über dessen Leben aber kaum etwas bekannt war und der (dem Film folgend) erst 1998 in Südafrika erfolgreich auftrat.